# Plateumaris sericea
Plateumaris sericea är en skalbaggsart som först beskrevs av Carl von Linné 1758.  Plateumaris sericea ingår i släktet Plateumaris, och familjen bladbaggar. Arten är reproducerande i Sverige.

## Bildgalleri

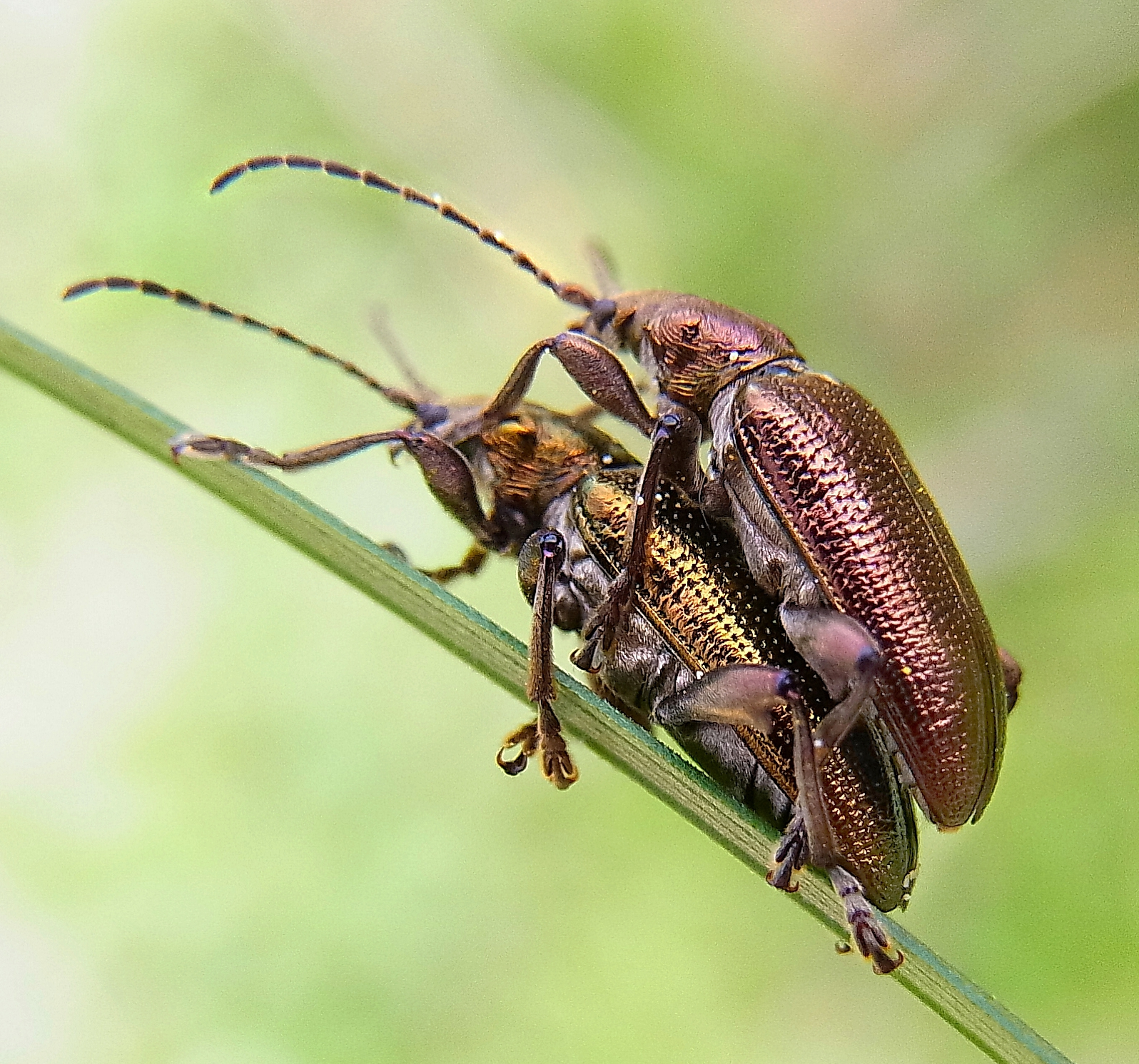
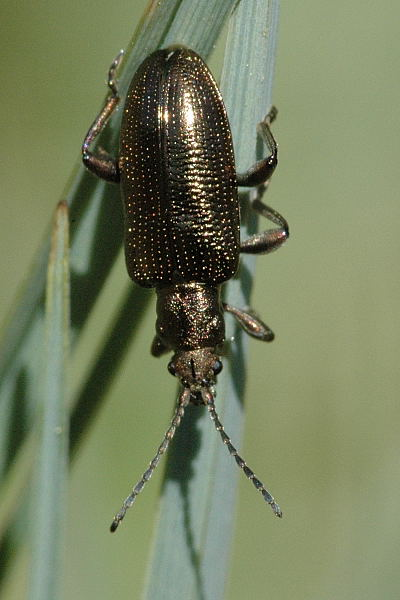
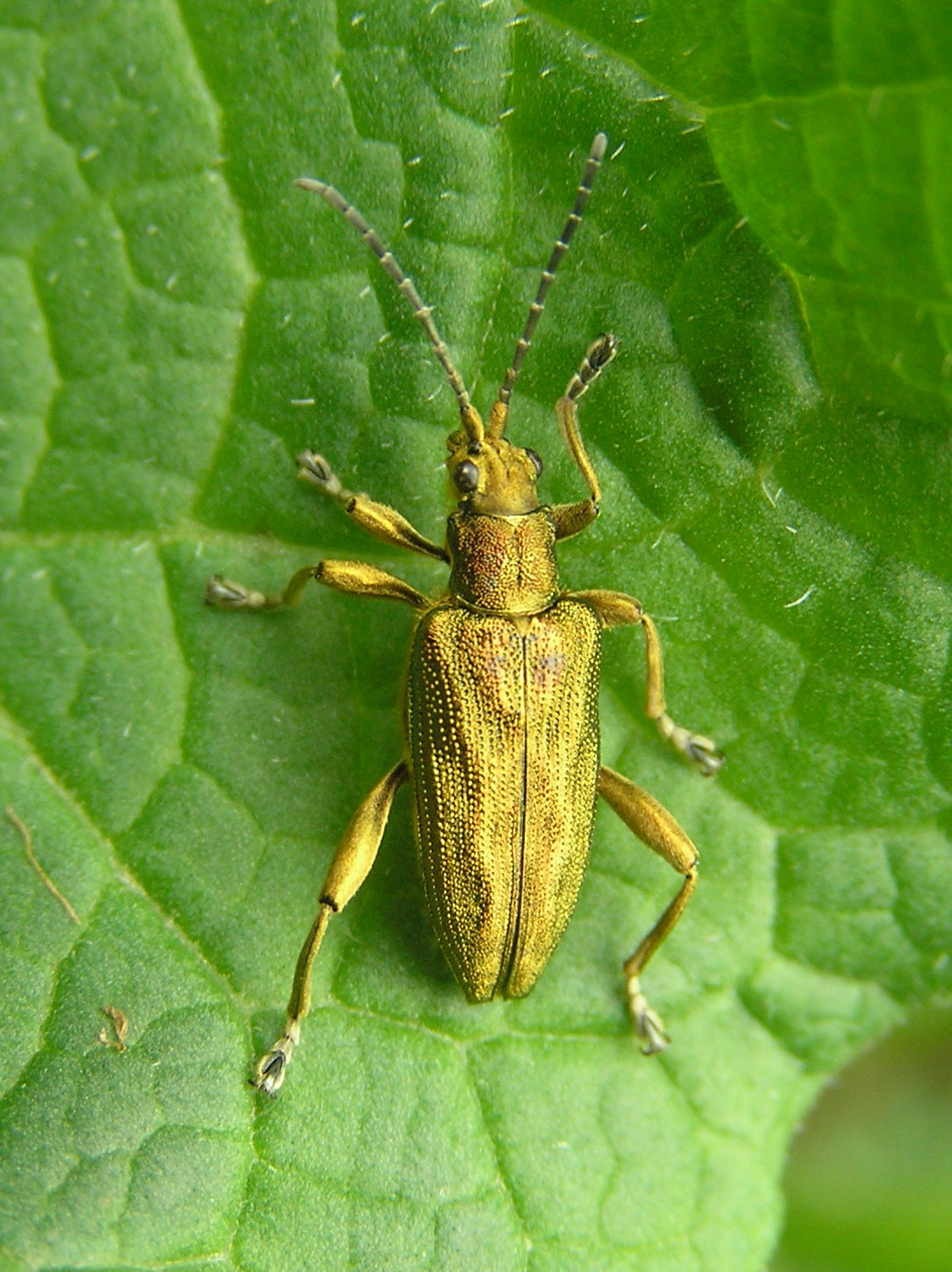
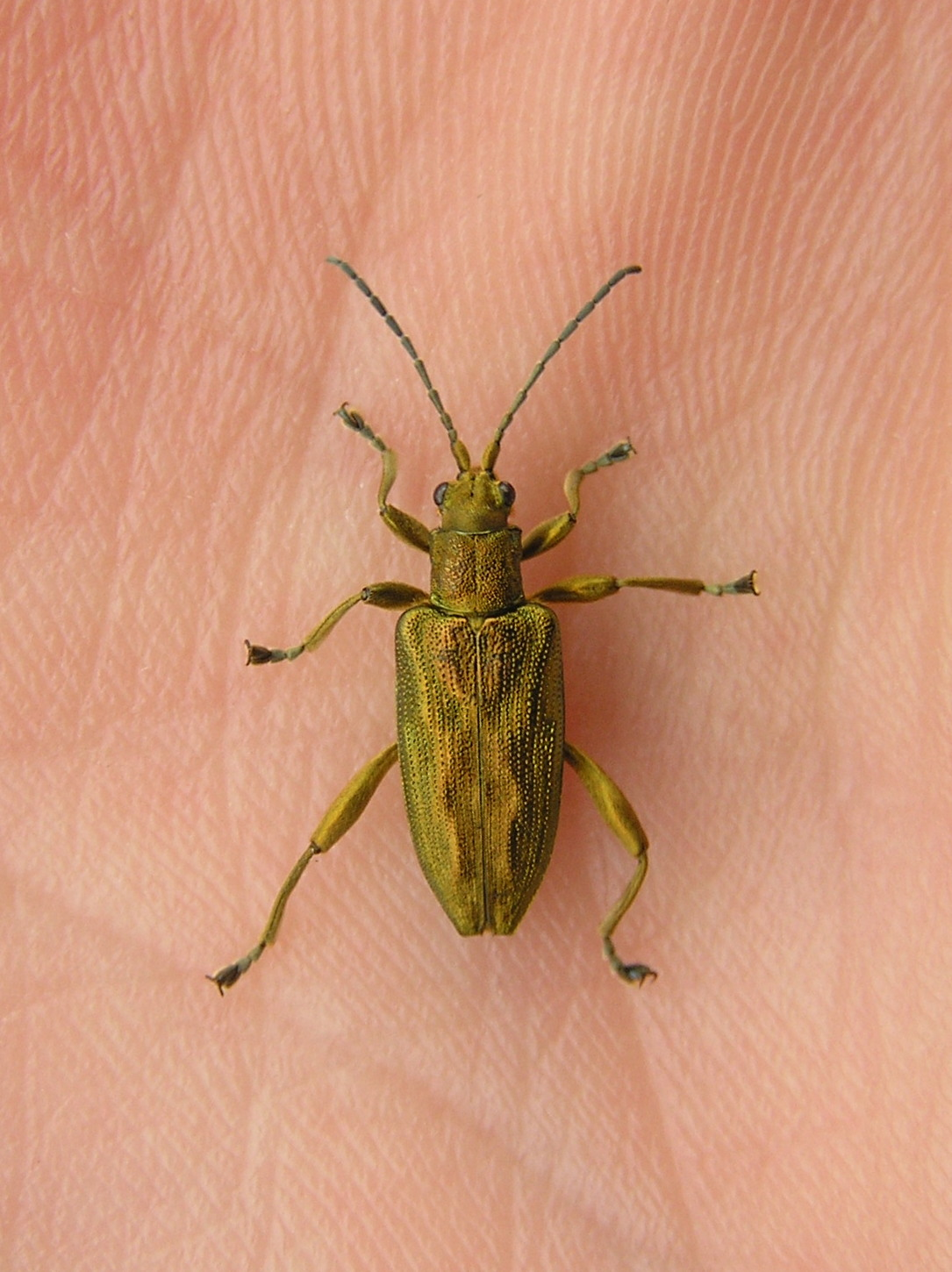
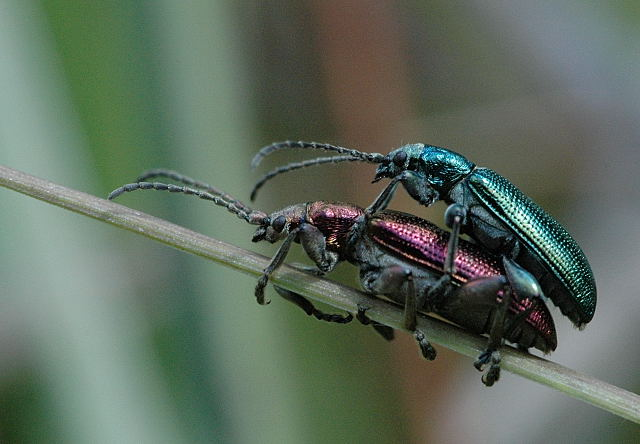